# Distretto di Kilinochchi
Il distretto di Kilinochchi è un distretto dello Sri Lanka, situato nella provincia Settentrionale e che ha come capoluogo Kilinochchi.
Il distretto fu creato nel 1984, separando la parte meridionale del distretto di Jaffna.